# Havtaske (svømning)
 For alternative betydninger, se Havtaske. (Se også artikler, som begynder med Havtaske)
En havtaske er en genstand der bruges ved svømning i åbent vand til opbevaring af værdigenstande og til at øge svømmerens synlighed i vandet. Havtasken er udviklet af den amerikanske organisation International Swimming Hall of Fame, og på engelsk kaldes den SafeSwimmer Float eller Swim Safety Device. Havtasken fås i to forskellige størrelser og den store udgave af havtasken kan indeholde tøj eller et håndklæde. Havtasken har en kraftig farve, som øger svømmerens synlighed i vandet.

## Brug
Havtasken kan benyttes til at opbevare værdigenstande mens man svømmer, f.eks. bilnøgler eller mobiltelefon. De ting, som skal med på svømmeturen, lægges i et separat rum i havtasken, hvorefter den lukkes. Derefter blæses der luft i tasken gennem en lille ventil, indtil tasken er fyldt med luft. Havtasken spændes derefter om livet på svømmeren. Havtasken generer ikke svømningen og giver ikke en masse dødvægt, der skal trækkes med. Hvis der holdes en pause undervejs i svømningen, kan havtasken også bruges til at hvile armene på. Det er derimod ikke hensigtsmæssigt, at åbne tasken mens svømmer og taske befinder sig i vandet, da der kræver at luften skal lukkes ud af tasken inden der kan åbnes til de opbevarede genstande. Der vil da være en en risiko for, at der kommer vand ned i havtaskens ellers tørre opbevaringsrum.

## Sikkerhed
En svømmer i åbent vand er ikke ret synlig, og svømmes der med våddragt, er det næsten umuligt at se svømmeren, før denne er helt tæt på. Af sikkerhedsmæssige grunde bør åbent vand-svømmere derfor bruge en kraftigt farvet badehætte. Øget synlighed kan opnås ved at medbringe en havtaske på svømmeturen, idet havtasken flyder ovenpå og hele tiden kan ses. Selvom en svømmer er "gemt" bag en bølge, ses havtasken på toppen af bølgen. Det betyder, at svømmere altid kan orientere sig om, hvor deres svømmemakker befinder sig, og samtidig er svømmeren meget mere synlig for både, kajakker, surfere o.a.